# 奉先殿 (顺化市)

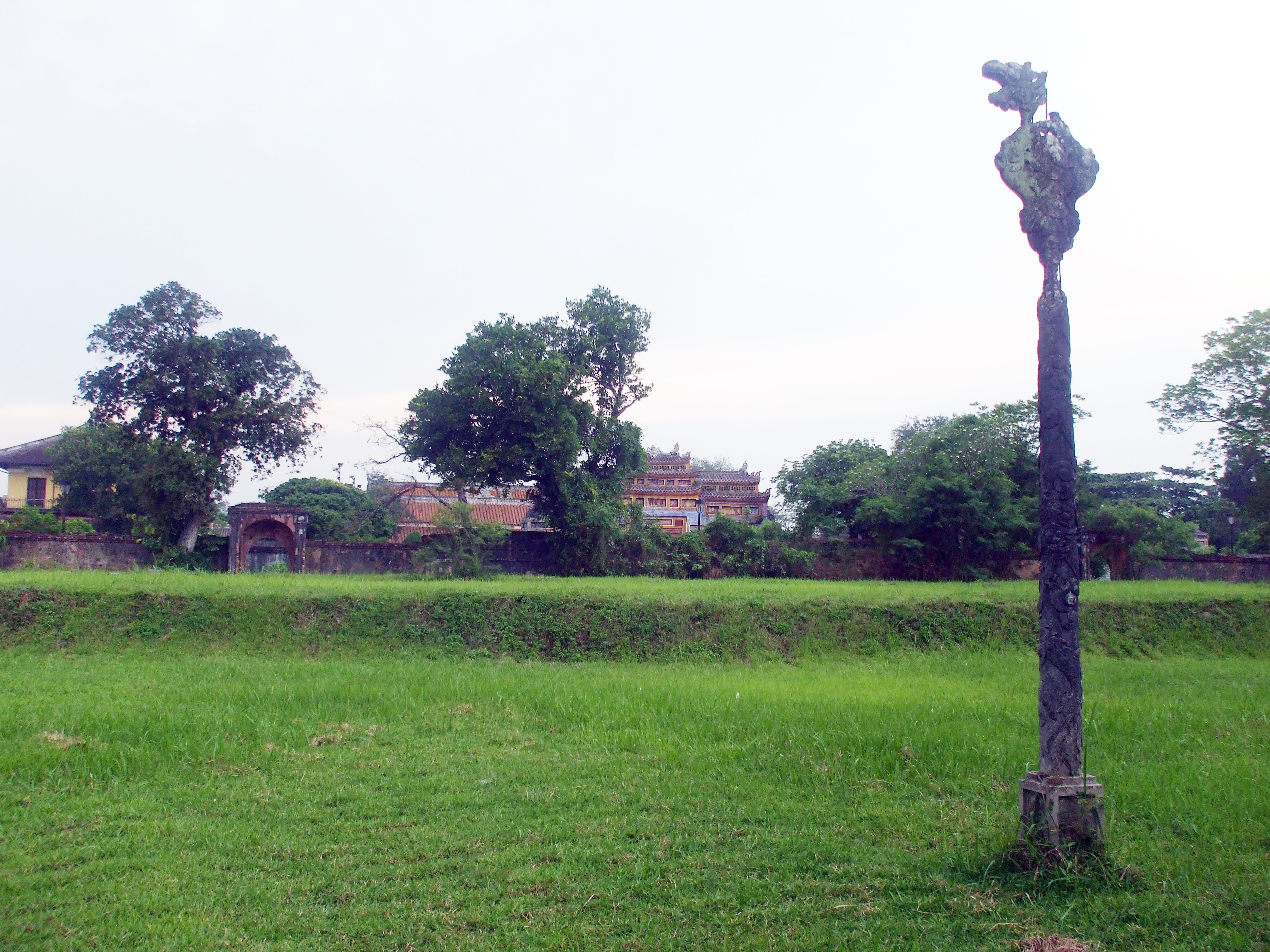
奉先殿

16°28′05″N 107°34′34″E / 16.468°N 107.576°E
奉先殿（越南语：／）是越南承天順化省顺化市顺化皇城内的一座祭祀建筑，靠近世庙，延壽宮之前。殿内供奉阮朝皇帝和皇后的牌位。奉先殿已毁于1968年顺化战役，仅存遗址。